# 伊藤太一 (漫画家)
伊藤 太一（いとう たいち、1935年8月 - ）は、日本の漫画家（日本漫画家協会会員）・彫画家。兵庫県神戸市生まれ、明石市在住。
ケント紙にナイフを使い絵を刻む彫画という独自の画法を用い、主に風景と着物を着た少女など子供をいれた絵や絵地図・案内図が有名。
2024年1月24日、兵庫のふるさとの風景や人々の暮らしを題材とした温かみのある作品を独自の彫画技法で制作した功績として、公益財団法人兵庫県芸術文化協会から第42回（令和5年度）「ふるさと文化賞」を受賞した。

## 主な著書
- お父さんのおもちゃ箱
- わが町・神戸
- ふなっこのうた 兵庫の遊び（1976年）
- 絵草子・兵庫のさかな（1976年）
- 手づくりおもちゃ絵本（1981年）
- 海峡のまち 明石の絵本（1982年）
- たんば歴史の道 兵庫ふるさと散歩13（岡本丈夫 著・伊藤太一 絵地図）（1984年）
- 絵本・わたしの沿線風景（1991年）
- 絵のある風景・太陽と緑の道 （1993年）
- 四国へんろ風景（1997年）
- ぐるっと明石（2001年）
- 神戸ぬり絵はがき帖 (2008年）

## イメージキャラクター
- とまちゃん（神戸市北区 区制20周年記念）